# Christian Frederik Barth
Christian Frederik Barth, född 24 februari 1787 i Köpenhamn, död 17 juli 1861 i Middelfart, var en dansk oboist. Han var son till Christian Samuel Barth och bror till Friedrich Philipp Carl August Barth.
Barth framträdde tidigt som oboevirtuos och blev, endast 15 år gammal, medlem av Det Kongelige Kapel. År 1804 företog han med kungligt understöd en konsertresa till utlandet, där han framträdde som virtuos i Berlin och förvärvade sig ett betydande namn, som han senare hävdade vid upprepade konserter i Köpenhamn och konsertresor till Nederländerna, Tyskland, Sverige och de danska provinserna. Han pensionerades 1841 och levde därefter i Middelfart.
I Danmark var Barth även en betydande musikpedagog och stiftade en musikskola, som ännu berömdes av Christian Schiemann. Av Barths kompositioner märks två konserter och en rondo med orkester, sonater, divertissementer för oboe, vidare en ouvertyr samt en symfoni för blåsinstrument.